# Opéra Yue
Ne doit pas être confondu avec son homonyme en pinyin 粤剧, yuèjù, l’Opéra cantonais, ne se distinguant que par l'écriture en caractères chinois.

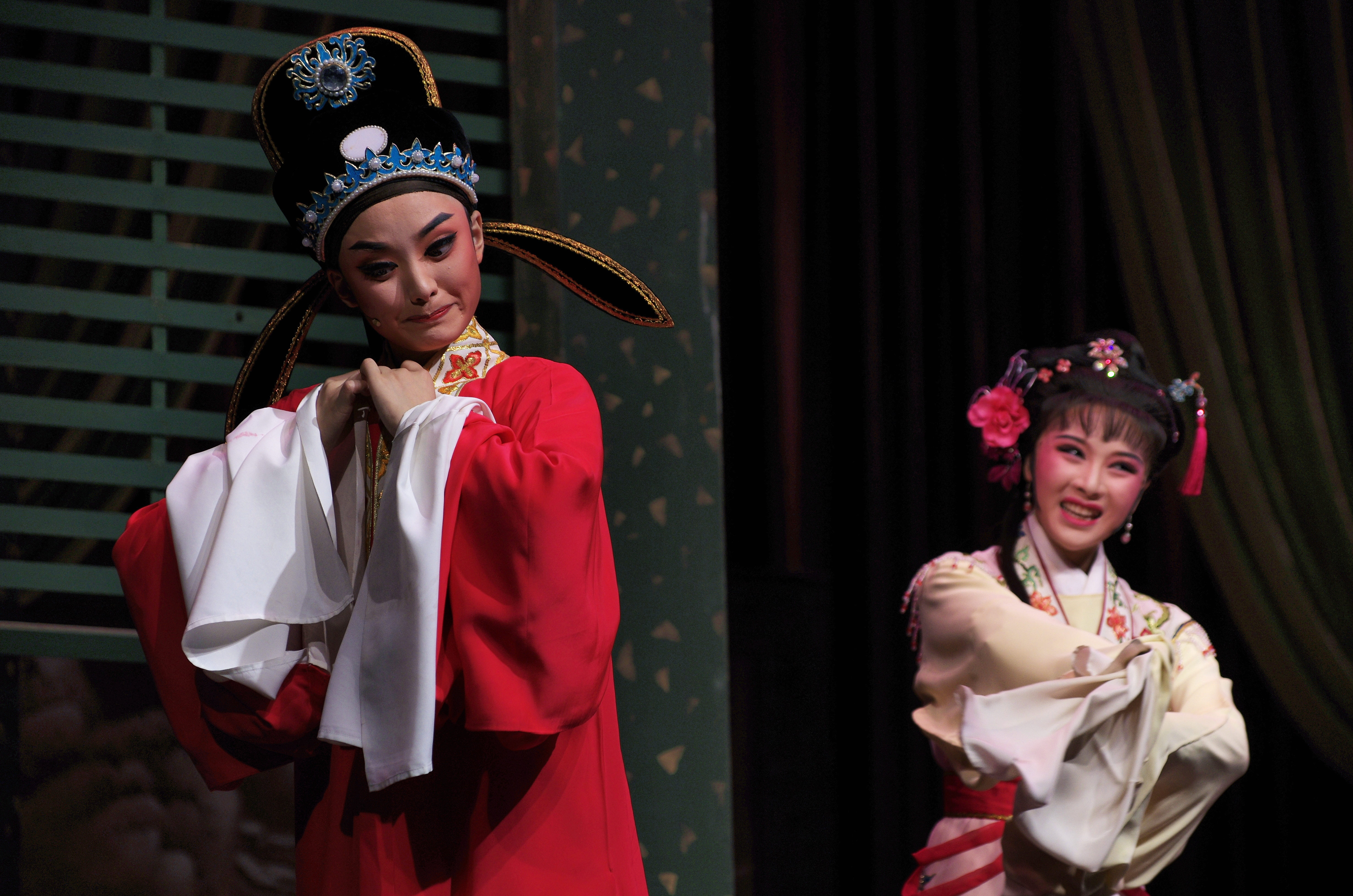
Des danseuses professionnelle de l'opéra Yue.

L'opéra Yue ou Yueju (chinois simplifié : 越剧 ; chinois traditionnel : 越劇 ; pinyin : yuèjù) également appelé Opéra de Shaoxing, encore appelé xiaoge ban, didu ban, shaoxing wenxi, est un genre d’opéra chinois (戏曲, xìqǔ). Bien qu’il soit originaire du Zhejiang oriental, c’est l’univers particulier de la Shanghai du XXe siècle qui le modela pour lui donner les spécificités qui firent sa célébrité. Depuis les années 1920 jusqu’aux années 1980, sa popularité ne fit que croître à Shanghai et dans sa région, jusqu'à y dépasser celles de l’Opéra de Pékin (京剧, jīngjù) et de celui de Shanghai (申曲, shēnjù) ou 沪剧). Il est pour certains la deuxième forme la plus populaire d'opéra chinois après l'Opéra de Pékin.
Les principales caractéristiques du Yueju sont ses troupes composées presque exclusivement de femmes et les thèmes abordés dans les pièces, qui semblent viser un public féminin (d’où le surnom de Nüzi Yueju (女子越剧, nǚzī yuèjù, « Opéra de Shaoxing des femmes »).

## Histoire

### Du Zhejiang rural à Shanghai
Le Yueju fut créé à Shengxian (嵊县), l’actuelle ville-district Shengzhou 嵊州) dans la ville-préfecture de Shaoxing (绍兴) dans la province du Zhejiang. Le nom « Yueju » renvoie d’ailleurs à son lieu d’origine : Yue 越 fait référence à l’État de Yue (越国 / 越國, yuè), qui se situait dans l'Antiquité sur le territoire de l’actuelle province du Zhejiang et dont la capitale était Shaoxing; ju signifie, théâtre, opéra. On notera que l’appellation « Yueju » ne fut adoptée qu’à partir des années 1940, et qu’il porta beaucoup d’autres noms auparavant : xiaogeban (小歌班，), diduban (的笃班), shaoxing wenxi (绍兴文).
L’opéra Yue se serait à l’origine qu’une distraction sans ambition organisée par des paysans pour d’autres paysans, qui permettait de distraire les uns et d’obtenir un peu d’argent en échange du spectacle pour les autres. Le père fondateur du Yueju semble être un certain Jin Qibing du village de Matang : il aurait enseigné aux jeunes paysans de la région l’art du conte accompagné de chant. Ceux-ci allaient ensuite dans les villages alentour lorsque le travail des champs était fini ou lors d’occasions spéciales et se servaient de ce talent pour gagner de l’argent et de la nourriture. Rapidement, leur nombre augmenta, et certains d’entre eux passant plus de temps à chanter qu’à travailler aux champs pouvaient être considérés comme semi-professionnels. Leur zone d’activité s’étendit jusqu’à couvrir la région entre Hangzhou, Jiaxing et Huzhou dans le delta du Yangzi (la région de Hang-Jia-Hu).
Cependant, les paysans-conteurs illettrés, se contentant de « raconter » des histoires, ne tenaient pas la comparaison face aux conteurs éduqués des grandes villes comme Suzhou ou Hangzhou ; il devint alors nécessaire d’améliorer les spectacles, d’ajouter de nouveaux éléments afin de se distinguer.
L’année 1906 est souvent considérée comme celle de la naissance du Yueju, car c’est cette année-là que pour la première fois, les conteurs-paysans se mirent à jouer et mimer les histoires qu’ils racontaient. La première pièce ainsi mise en scène fut La Pagode de perle (zhenzhu ta 珍珠塔). Ce spectacle fut très bien reçu et lança une nouvelle mode.

Les troupes se composaient de sept à huit membres. Sur scène se trouvaient en général deux ou trois acteurs qui pouvaient chanter. Afin de marquer le rythme, on utilisait une paire de petits tambours et des cliquettes en bois, qui étaient joués par n’importe quel acteur de la troupe n’étant pas sur scène. Les prix très bas des représentations contribuèrent aussi au succès, bien que les autorités ne voyaient pas d’un bon œil les rassemblements que provoquaient ces spectacles, surtout ceux mélangeant hommes et femmes.
À partir de 1917, des troupes tentèrent plusieurs fois de percer à Shanghai, mais au début sans grand succès. Les changements nécessaires furent apportés en 1919 : on modifia les costumes, la musique, les scénarios, le jeu. C’est ainsi qu’une troupe créa la pièce L’Épingle de jade (Biyu zan 碧玉簪) qui fut un triomphe et marqua le début d’une implantation durable du Yueju à Shanghai.
Dans les années 1920, on assista également au déclin du Shaoxing daban (绍兴大班), aussi appelé « opéra martial de Shaoxing » Shaoxing wuxi (绍兴武戏). Or le Yueju, surnommé à partir de 1922 « opéra civil de Shaoxing » Shaoxing wenxi (绍兴文戏)' parce que ses représentations étaient axées sur le chant, se distinguait de « l’opéra martial » qui incluait des acrobaties. Shaoxing daban et Yueju se distinguaient également par les sujets qu’ils abordaient : le Yueju racontait des histoires d’amour et d’autres affaires de la sphère intime, alors que le premier restait dans des thèmes plus classiques, comme l’histoire, la politique et la guerre. La chute du Shaoxing daban fut par conséquent une sorte de victoire pour le Yueju.

### À Shanghai et au-delà
Les années 1930 et 1940 furent l’âge d’or du Yueju. Les troupes exclusivement ou quasi exclusivement féminines devinrent de plus en plus nombreuses. En 1938, la dernière troupe masculine avait cessé d’exister. Le public étant lui aussi très majoritairement féminin, l’opéra Yue prit le nom de « Opéra civil féminin de Shaoxing » Nüzi Shaoxing wenxi 女子绍兴文戏. Venant après une l’interdiction de paraître sur scène imposée aux femmes sous les dynasties Ming et surtout Qing, leur retour sur le devant de la scène par le biais du Yueju se faisait dans le contexte favorable des idées d’émancipation des femmes propagées par le Mouvement du 4 Mai 1919.
Des écoles furent créées pour former les actrices. La plupart étaient alors illettrées car nées dans des familles de paysans pauvres, et se joignaient à des troupes afin d’aider leurs parents financièrement. La qualité des spectacles n’était pas très bonne au départ mais ces troupes recevaient un bon accueil dans leur région natale. Ne sachant pas lire, elles n’avaient donc pas de textes : elles pouvaient improviser selon les réactions de l’audience et de leur partenaire sur scène.
C’est lors de la guerre sino-japonaise de 1937 à 1945 que le Yueju va se développer rapidement dans la Shanghai occupée. Nombre d’intellectuels shanghaïens qui méprisaient le Yueju en raison de ses origines populaires avaient fui vers d’autres villes, et les autorités japonaises voyaient d’un œil favorable ce divertissement apolitique. Enfin, la guerre avait amené en ville une vague de réfugiés, riches pour la plupart, ayant le temps et l’argent d’aller voir un opéra.
En 1942, cet opéra prit comme nom définitif Yueju 越剧  et se propagea rapidement jusqu’à atteindre Hong Kong, Macao et Taïwan en 1949. Pendant les premières décennies de la Chine populaire, le Yueju jouit d’un statut d’importance nationale. Le Yueju était alors si populaire qu’une adaptation d’une de ses pièces, « La Romance de Liang Shanbo et Zhu Yingtai « (梁山伯与祝英台) devint en 1953 le premier film en couleur chinois. Il fut ensuite projeté à l’étranger, et notamment durant la conférence de Genève en 1954. Une autre pièce du Yueju, Le Rêve dans le pavillon rouge (Honglou Meng 红楼梦) fut aussi adaptée au cinéma une dizaine d’années plus tard, en 1962.
Mais la Révolution Culturelle (1966–1977) eut raison de ce succès : bien que les représentations reprennent rapidement dès 1976, le public fut moins nombreux car la société et les gens avaient changé et l’opéra n’avait plus le même sens social et politique qu’avant.

## Caractéristiques artistiques
À l’origine simplement l’un des quelque 300 genres d’opéras provinciaux que connaissait la Chine à la fin de l’empire, le Yueju se distingua et, grâce à la faveur du public shanghaien, sortit de sa condition de « théâtre de campagne » pour devenir l’opéra prestigieux que l’on connaît de nos jours. La montée de l’opéra Yue dans la région de Shanghai est parfois comparée à celle de l’opéra Ping (Pingju 评剧) dans le Nord du pays, qui devint lui aussi localement plus populaire que l’opéra de Pékin ou l’opéra à cliquettes Hebei bangzi.
Une des principales originalités du Yueju est le fait que les actrices y tiennent tous presque tous les rôles, y compris les rôles d’hommes. En cela, le Yueju est à l’opposé de l'opéra de Pékin Jingju et du Kunqu (昆曲), où ce sont les hommes qui se travestissent. Il est intéressant de remarquer que le but des acteurs de rôle féminin dans le Jingju est de s’approprier le personnage féminin, de devenir ou du moins de ressembler le plus possible à une femme, alors que les actrices de Yueju ne cachent pas leur féminité, même lorsqu’elles jouent un personnage masculin. Ce rôle ambigu des actrices semble avoir été un des charmes du Yueju. Notons toutefois que malgré une dominante largement féminine, les troupes contiennent presque toujours un ou deux hommes. Mais on créa en 1952 une tonalité spéciale pour ces derniers, le nandiao 男调, afin d’adapter la hauteur de leur voix à celle de leurs partenaires féminines.
L’accompagnement instrumental des pièces est beaucoup plus nourri que dans le Jingju, qui met plutôt l’accent sur le chant : dans le Yueju, l’orchestre compte davantage d’instruments et le rôle des percussions est moins important. Les voix sont moins aigües, les mélodies plus variées et les vêtements moins extravagants.

### Actrices
La popularité des actrices de Yueju était telle que les différents évènements de leurs vies faisaient régulièrement la une des journaux de l’époque. Les dix actrices les plus connues sont appelées « les dix sœurs de l’opéra Yueju » (Yueju shi jiemei 越剧十姐妹).
Parmi elles, les deux plus connues furent probablement Yuan Xuefen (袁雪芬) et Fu Quanxiang (傅全香). Elles sont toutes nées dans les années 1910 et ont appris leur art pendant la période du mouvement du 4 mai. Une autre actrice, Chang Xiangyu, née en 1923, sans appartenir aux « dix sœurs » a participé à rendre populaire cet art, après la Seconde Guerre Mondiale.

### Répertoire
À la différence du répertoire de l’opéra de Pékin ou du Shaoxing daban, les sujets des pièces de Yueju sont pour la plupart des histoires d’amour. En effet, la littérature en vogue à l’époque de son essor affectionnait les histoires romantiques, ainsi les romans de l’école dite des « canards mandarins et papillons » (yuangyan hudie pai鸳鸯蝴蝶派) ou dans une moindre mesure l’école littéraire dite du « style de Shanghai » (haipai 海派). Les autorités de la République de Chine, qui s’efforçaient de faire disparaitre la traditionnelle polygamie de la société chinoise, accueillaient avec une certaine bienveillance des intrigues mettant en scène un couple monogame. Enfin, les habitants de Shanghai côtoyant beaucoup plus les étrangers, les mœurs étaient plus ouvertes et les gens montraient plus ouvertement leur désir de romance que les habitants d’autres régions de Chine restées plus traditionnelles. C’est cette tendance à la romance et l’ouverture d’esprit des Shanghaiens qui ont porté le Yueju lors de sa période de gloire.
Les pièces sont classifiées en deux catégories : les pièces à thèmes anciens et les pièces à thème modernes. Parmi les premières on peut citer notamment : Le Pavillon de l’aile Ouest (Xixiang ji 西厢记), L’Épingle de Jade (Biyu zan 碧玉簪), Le Rêve dans le pavillon rouge (Honglou meng 红楼梦), ou La Romance de Liang Shanbo et Zhu Yingtai (Liang Shanbo yu Zhu Yingtai 梁山伯与祝英台). Parmi les secondes, Belle-sœur Xianglin (Xianglin sao 祥林嫂), adaptée du Sacrifice du nouvel-an de Lu Xun.

## Le Yueju dans la politique et la société
Si l’opéra Yue était au départ lié à un mouvement d’immigrés originaires du Zhejiang qui retrouvaient dans les pièces leur dialecte et leur identité, le public visé changea petit à petit, pour se concentrer sur les femmes shanghaiennes. Cette nouvelle audience apporta une aide précieuse par son soutien financier, social et émotionnel.
Le Yueju a eu cependant ses détracteurs, en particulier chez les politiciens et les intellectuels. Le premier ministre communiste Zhou Enlai, critiquant dans deux articles de 1963 et 1964 la tradition du travestissement dans l’opéra chinois, s’en prit explicitement aux troupes quasi-exclusivement féminines du Yueju. Les gouvernements nationaliste et communiste avaient comme point commun sur ce sujet de considérer ce genre d’art « se concentrant sur l’individu et ses problèmes privés et mondains » comme « inutile, égoïste et trivial, voire dangereux » car il encourage les gens à se focaliser sur leurs problèmes personnels et non à se consacrer au « combat national ». Les élites quant à elles allaient jusqu’à décrire le Yueju comme un genre « populaire, joué par des actrices illettrées et apprécié par des femmes au foyer bourgeoises et leurs filles »[réf. nécessaire].
Les réactions des deux gouvernements furent pourtant différentes : le gouvernement nationaliste (1912–1949) resta sur une attitude critique, alors que les communistes essayèrent de transformer les théâtres populaires et les divertissements en général en moyen de propagande, pour glorifier la révolution communiste.